# ليليان لي
ليليان لي (بالصينية: 李碧華) هي كاتبة سيناريو صينية، ولدت في 1959 في هونغ كونغ في الصين.

## وصلات خارجية
- ليليان لي على موقع IMDb (الإنجليزية)
- ليليان لي على موقع الموسوعة البريطانية (الإنجليزية)
- ليليان لي على موقع قاعدة بيانات الفيلم (الإنجليزية)